# Hans Reinhold Lichtenberger
Hans Reinhold Lichtenberger (* 9. April 1876 in Berlin; † 9. August 1957 in München) war ein deutscher Maler und Zeichner.

## Leben
Hans Reinhold Lichtenberger besuchte ein Gymnasium in Berlin und begann anschließend zunächst an der dortigen Technischen Hochschule ein Architekturstudium. 1898 übersiedelte er nach München, um (gemeinsam mit Paul Klee) den Unterricht an der privaten Malschule von Heinrich Knirr zu besuchen. Da seine Bilder bereits erfolgreich aufgenommen wurden, verzichtete er auf ein Studium an der Münchner Kunstakademie. Im Jahr darauf absolvierte er einen einjährigen Studienaufenthalt in London.
Ab 1901 erfolgten erste Ausstellungen von Akt- und Halbaktstudien bei der Münchener und Berliner Sezession. 1904 pflegte er Kontakte zu Lovis Corinth und Alexej Jawlensky 1905 unternahm er eine Reise nach Spanien. 1914 war Lichtenberger Mitbegründer der Münchener Neuen Secession, deren Präsident er von 1931 bis 1933 war.
1914 bis 1918 kämpfte er an der Westfront im Ersten Weltkrieg. Durch die Kriegserlebnisse veränderte sich seine Kunst und er ging dazu über, mehr Nachtbilder zu malen. Er spezialisierte sich auf die „in künstliches Licht gebadete farbenrauschende Welt des Balletts und der Bühne“, um diese in seinen Bildern festzuhalten.
In der Zeit des Nationalsozialismus war Lichtenberger Mitglied der Reichskammer der bildenden Künste, und er war an einer Vielzahl großer Gruppenausstellungen beteiligt.
Nach dem Ende des NS-Staats beteiligte sich Lichtenberger als Mitglied der Neuen Gruppe an den jährlichen Großen Kunstausstellungen im Haus der Kunst.

## Ehrungen
- 1925: Verleihung des Professorentitels
- 1937: Ehrenmitglied der Münchener Akademie der bildenden Künste
- 1948: Mitglied der Bayerischen Akademie der schönen Künste[3]

## Ausstellungen (unvollständig)
- 1901: Frühjahrsausstellung der Münchener Sezession (danach regelmäßig in den Ausstellungen der Münchener Sezession vertreten)
- 1914–1934: regelmäßig in den Ausstellungen der von ihm mitbegründeten Münchener Neuen Sezession bis zu deren 1934 erzwungenen Auflösung
- 1946–1963: in den Ausstellungen der Neuen Gruppe München
- 1909: Große Aquarellausstellung Dresden
- 1911: Kunsthalle Bremen
- 1914: Kölner Werkbundausstellungen
- 1919: Sächsischer Kunstverein Dresden
- 1929: Galerie Heinemann, München, Stuttgart, Nürnberg
- 1931: Sezession Wien
- 1932: Berlin, Künstlerhaus
- 1934: Darmstadt, im Ehrensaal
- 1934: Biennale Venedig
- 1934: Galerie Günther Franke, München
- 1937: Kunstverein München (zusammen mit Gabriele Münter)
- 1937: Kunst- und Gewerbeverein Regensburg
- 1941: Städtische Kunstsammlungen Duisberg
- 1941: Württembergischer Kunstverein, Stuttgart
- 1946: Schätzler-Palais, Augsburg
- 1949: Städtische Galerie München
- 1950: Schloss Oberhausen, Rheinland
- 1956: Kunstverein, München (zum 80. Geburtstag zusammen mit Habermann, Nerud)[4]
- 1962: Gedächtnis-Ausstellung, Kunstverein München
- 1963: Gedächtnisausstellung für die verstorbenen Mitglieder der drei Künstlergruppen im Haus der Kunst, München[5]

## Werke (Auswahl)
- Stehender Weiblicher Akt vor dem Spiegel; Restaurantszene, Sprengel Museum Hannover
- Alpenvorland; Blick auf die Ludwigskirche, um 1936, Bayerische Staatsgemäldesammlungen, München
- Über den Dächern von Schwabing, 1932, Öl auf Leinwand, 80 × 87 cm
- Oktoberfest; Ludwigstrasse bei Nacht, Münchener Stadtmuseum
- Bei der Toilette, Kunsthalle Bremen
- Ballet Giselle, Nationalgalerie, Berlin
- Oktoberfest: Hippodrom, Privatbesitz
- Der Ballettmeister, Privatbesitz
- Wasserträgerinnen, Privatbesitz
- Ballettprobe, Staatliche Kunstsammlungen Dresden
- Reigen, Öl auf Leinwand, 87 × 78 cm
- Tanzszene, Öl auf Pappe, 40 × 55 cm
- Im Rampenlicht, Öl auf Pappe, 44 × 60 cm
- Spanisches Tanzpaar, Öl auf Pappe, 26 × 29 cm
- Im Nationaltheater, Öl auf Pappe, 26 × 34 cm
- Rote Jacke, Öl auf Pappe, 24 × 32 cm